# Febvin-Palfart
Febvin-Palfart es una comuna francesa situada en el departamento de Paso de Calais, en la región de Alta Francia.

## Demografía
| 703 | 653 | 612 | 552 | 512 | 497 | 614 |
| Para los censos de 1962 a 1999 la población legal corresponde a la población sin duplicidades (Fuente: INSEE [Consultar]) |     |     |     |     |     |     |